# 大麗線
大麗線（だいれいせん）は、中国雲南省大理ペー族自治州大理東駅と麗江市麗江駅を結ぶ全長162.4kmの鉄道路線。単線・電化。設計速度 120km。2009年9月28日開通。2003年に着工し、2008年開通予定であったが、途中で電化路線へ設計変更したり、禾洛山トンネルの建設工事の難航により、開通が1年以上遅れた。麗江駅からは麗香線に接続する。仁和駅-麗江駅間は仁麗線、大理駅-大理北駅間は大理北線で結ばれている。

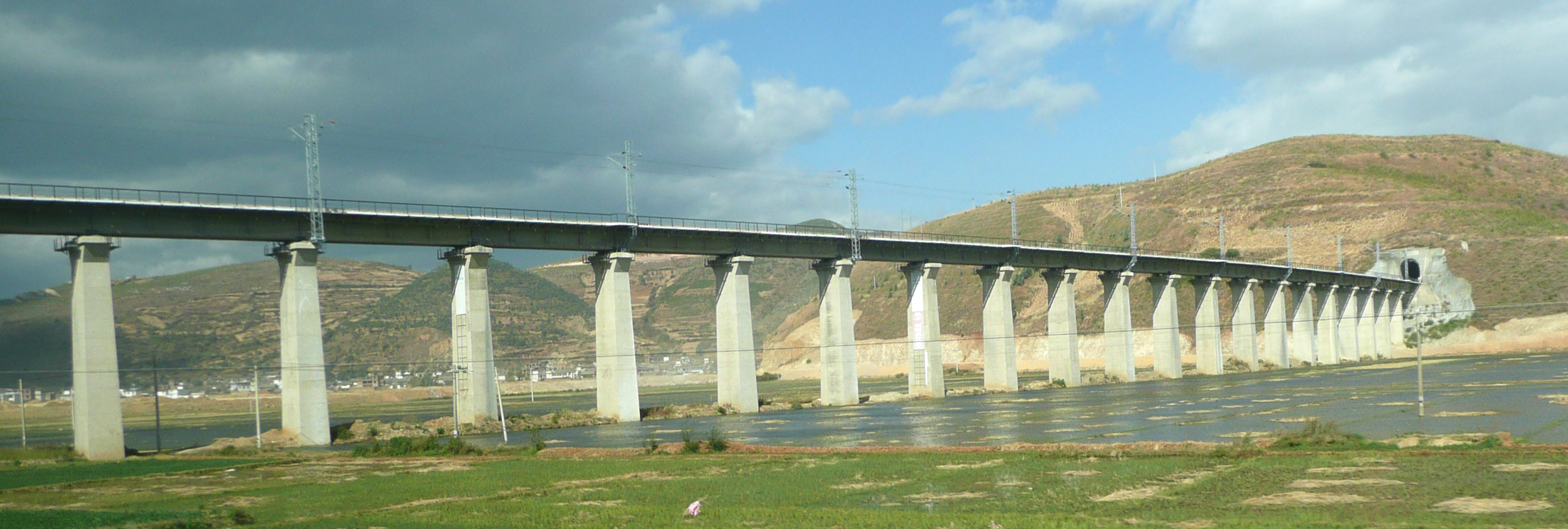
大麗線